# Дерос, Мэри
Мэ́ри (Мари́я) Де́рос (греч. Μαρία Δέρος, англ. Mary Deros; род. 1951 или 1952, Афины, Аттика, Греция) — канадский политик, заместитель мэра Монреаля, член городского совета Монреаля от избирательного округа Парк-Экстансьон и исполнительного комитета Монреаля (с 1998 года). Член партии «Équipe Denis Coderre» (с 2013 года). В совершенстве владеет греческим, французским и английским языками. Активный деятель греческой общины Канады и греческой диаспоры в целом.

## Биография

### Ранние годы, семья и образование
Мария Дерос родилась в Афинах (Аттика, Греция) в семье грека и армянки. Во время геноцида армян её отец бежал из Турции, поселившись на греческом острове Самос (Восточные Спорады). В 1958 году, когда Марии было 7 лет, семья иммигрировала в Канаду, поселившись в Монреале.
В 1970 году окончила Колледж Лассаль, получив диплом по специальности «путешествие и туризм».

## Карьера

### Муниципальная политика

#### Администрация Пьера Бурка
В 1998 году, впервые участвуя в муниципальных выборах в Монреале от партии «Vision Montreal», лидером которой являлся мэр города Пьер Бурк, Дерос была избрана в городской совет от округа Парк-Экстенсион. В ноябре назначена в состав исполнительного комитета, где занималась вопросами, связанными со спортом, досугом, социальным развитием и городскими районами. Также входила в исполнительный комитет регионального управления здравоохранения Монреаля.
В 2000 году курировала переоборудование некоторых муниципальных бейсбольных полей в футбольные, аргументируя это тем, что футбол становился более популярным видом спорта в Монреале. В сентябре этого же года была назначена представителем города во вновь сформированном региональном правительстве Большого Монреаля. В этот же период поддержала кампанию мэра Бурка по объединению всех общин острова Монреаль в единое муниципальное правительство.
В 2001 году сыграла ведущую роль в организации проведения в Монреале праздничного парада по случаю Дня Независимости Греции.

#### Администрация Жеральда Трамбле
В 2001 году была переизбрана. В этих выборах «Vision Montreal» уступила партии мэра Жеральда Трамбле «Montreal Island Citizens Union» (MICU). Покинула исполнительный комитет вместе с остальными членами администрации Бурка, став оппозиционным депутатом.
В 2005 году была переизбрана на третий срок.
В 2007 году Дерос провела успешную кампанию по предотвращению переименования исторической улицы Монреаля Парк-авеню (Park Avenue) в честь бывшего премьер-министра Квебека Робера Бурасса. В декабре этого же года, после девяти лет в составе «Vision Montreal», перешла в партию «Union Montreal» Трамбле (бывшая «MICU»).
В 2009 году была вновь назначена в исполнительный комитет Монреаля, где на этот раз курировала вопросы общины, социального развития и семей. В этом же году была переизбрана на четвёртый срок, и после преобразования комитета стала заниматься вопросами культурных общин, а позднее (с 2011 года) и вопросами молодёжи.

#### Администрации Майкла Аппельбаума и Лорана Бланшара
В 2012 году мэром Монреаля был избран Майкл Аппельбаум. Дерос осталась членом исполнительного комитета, при этом отказавшись курировать вопросы молодёжи. В декабре этого же года она покинула «Union Montreal».
В 2013 году, после победы Лорана Бланшара на выборах мэра Монреаля, сохранила свою позицию в комитете.
В силу занимаемого места в городском совете Монреаля, также является членом муниципального совета округа Вилльрей—Сен-Мишель—Парк-Экстансьон (с 2005 года) и заместителем его мэра.

#### Признание геноцида понтийских греков
15 мая 2017 года, благодаря совместной инициативе и годовым усилиям Мэри Дерос и мэра муниципального округа Пьерфон-Роксборо Димитриоса Джима Бейса (также грека по происхождению), городской совет Монреаля единогласно признал геноцид понтийских греков как исторический факт, объявив 19 мая Днём памяти жертв геноцида понтийских греков. Ранее в этом же году аналогичных результатов добились сенаторы Лео Хусакос и Пана Паппас-Мерчант в городе Ошава (Онтарио), а также члены муниципального совета Василиос Каридояннис и Аглая Ревелаки в городе Лаваль. В целом геноцид понтийских греков в Канаде был признан 13 городами: Оттава (2016, благодаря усилиям Джима Кариянниса), Торонто (2016, благодаря Джиму Карияннису и Мэри Фрагедакис), Ла-Саль, Ошава, Монреаль, Ванкувер, Эдмонтон, Реджайна, Вон, Кот-Сен-Люк (2017), Вилльрей–Сен-Мишель–Парк-Экстансьон, Лаваль и Калгари (2018).